# فولتا أستورياس 2015
فولتا أستورياس 2015 (بالإنجليزية: 2015 Vuelta a Asturias)‏ هو سباق دراجات هوائية، وهو الموسم رقم 58 من نفس السباق، وأقيم خلال الفترة 2 مايو 2015، وحتى 3 مايو 2015، وهو أحد سباقات طواف أوروبا للدراجات 2015، وهو من نوع سباق المرحلة، وقد شارك في السباق 84 متسابقاً ووصل إلى نهايته 75 متسابقاً.
فاز فيه بالمركز الأول إيغور أنطون، والفريق الفائز في ترتيب الفرق Caja Rural-Seguros RGA 2017.

## الفرق
| فريق عالمي- Movistar Team فرق قارية محترفة (2)- كاجا رورال-سيغوروس 2015 ‏ - Colombia (cycling team) ‏ فرق قارية (8)- برجس بي إتش 2015 ‏ - Inteja Dominican Cycling Team ‏ - Lokosphinx ‏ - Louletano Desportos Clube (cycling) ‏ - موسم يوسكادي مورياس 2015 ‏ - Rádio Popular–Paredes–Boavista ‏ - Skydive Dubai–Al Ahli Pro Cycling Team ‏ - W52–FC Porto ‏ |  |
| |  |

## المراحل
| المرحلة   | التاريخ | الدورة              | type | المسافة (كم) | الفائز بالمرحلة | القائد العام |
| --------- | ------- | ------------------- | ---- | ------------ | --------------- | ------------ |
| المرحلة 1 | 2 مايو  | أبيط – La Pola ‏     |      | 143٫6        | إيغور أنطون     | إيغور أنطون  |
| المرحلة 2 | 3 مايو  | Soto Ribera ‏ – أبيط |      | 176          | خيسوس هييرادة   | إيغور أنطون  |

## الفائزون
| الترتيب    | الفائز                 |
| ---------- | ---------------------- |
| الفائز     | إيغور أنطون            |
| حسب النقاط | خيسوس هييرادة          |
| تسلق الجبل | رودولفو توريس (دراج)   |
| الفريق     | Caja Rural-Seguros RGA |

## وصلات خارجية
- الموقع الرسمي